# Israelul antic

## Istoria Israelului
Istoria Israelului din vechime se referă la fiii lui Israel , populație semitic[ înrudită cu cananenii-fenicienii si cu arameii, care au stabilit entităti politice în timpul epocii fierului în regiune de sud-vest a Orientul Apropiat antic, cunoscută și ca Levant. Acoperă o perioadă de la sfârșitul mileniului II î.Hr. AD vi - lea  lea  î.Hr.. AD , în Palestina și Orientul Mijlociu . Regatele Israelului și ale lui Iuda s-au ridicat de-a lungul coastei de est a Mării Mediterane , între imperiile antice ale Egiptului la sud, asiriană și babiloniană la vest. Ele ies din cultura canaanită în epoca bronzului târziu și se dezvoltă din zonele înalte dintre câmpia de coastă și valea Iordanului . Israel apoi Iuda a devenit regate importante și prospere, vasali ai marilor imperii din regiune, înainte de a fi distruși la rândul lor.
Vechiul Israel , sau vechiul Israel, în general , se referă la perioada de istorie "pre-exilică" a  evreilor antici sau a israeliților. Această perioadă este denumită și „perioada Primului Templu” din Ierusalim. Căderea Ierusalimului , dispariția regatelor israelite și încorporarea lor ca provincii în imperiile din Orientul Apropiat antic constituie un punct de cotitură în istoria locuitorilor săi. Exilații care se întorc din Babilonia dezvoltă o identitate evreiască în provincia persană Yehud , deschizând perioada celui de- al Doilea Templu din Ierusalim.
Istoria Israelului antic corespunde relatărilor așa-numitelor cărți „istorice” ale Bibliei ebraice , care merg de la originea mitică a israeliților cu Avraam și de la instalarea în țara Canaanului , apoi de la asa numitul exil în Babilon, restabilirea statului iudeu in perioada Hasmoneilor, și până la perioada cuceririi romane În Biblie, aceste grupuri etnice sunt numite Fiii lui Israel sau, in traducerea bisericească în limba română, copiii lui Israel

## Date din Biblie

### Istoria israeliților conform Bibliei
Biblia ebraică (sau Vechiul Testament creștinilor) conține un număr de conturi sau legende despre istoria lui Israel . Aceste relatări se găsesc în cărțile Torei (sau Pentateuh ) pentru perioada care merge de la instalarea lui Avraam în Canaan (spre -2100 indicațiile textului care permit reconstituirea unei cronologii tradiționale aproximative) până la exodul Egiptului sub Moise. (circa -1300). Tora este atribuită în mod tradițional lui Moise însuși.
Acesta este urmat de ceea ce este uneori plasat printre cărțile istorice ( Cartea lui Iosua , Cartea judecătorilor , cele două cărți ale lui Samuel , cele două cărți ale Regilor , cele două cărți ale Cronicilor , cartea Esdras ...). Acolo găsim cucerirea Canaanului sub Iosua, crearea unui mare regat unificat și prosper sub David și Solomon, separarea în două regate ale Israelului și Iuda, cucerirea și distrugerea Primului Templu, exilul în Babilon și revenirea din exil.

### Date de scriere a Bibliei
Pentru specialiștii în critica textuală, precum cărturarii biblici Julius Wellhausen , despre documentele „J” și „E”, apoi John Van Seters și Thomas L. Thompson , relatarea Patriarhilor a fost scrisă târziu, în perioada monarhică (-1000 până la -700) sau chiar mai târziu (-600 până la -500). Acest lucru ar explica prezența multor anacronisme în poveste, cele mai cunoscute fiind cămilele și filistenii.
Geneza menționează în mod repetat , cămile , la vremea patriarhilor, atunci este ferm stabilit că cămilă nu a fost domesticit până la sfârșitul celui de al doilea mileniu și nu a fost folosit ca animal de povară bine până după -1000. Caravana de cămile a lui Iosif transportă guma tragacant , balsam și laudanum , mărfuri caracteristice efectiv comerțului arab, dar în jurul valorii de -700, -600 (vezi mai jos Între război și supraviețuire ). În ceea ce privește filistenii , este ferm stabilit, potrivit lui Ayelet Gilboa, că aceștia nu vin în Canaan până la -1200. În plus, orașul Guérar , prezentat ca capitala lor în povestea lui Isaac, este doar un mic sat cu fier I , care nu devine un oraș puternic decât în jurul anului -700 sub asirieni . Savantul biblic Martin Noth a observat că activitățile lui Iacov sunt legate geografic, în cea mai mare parte, de partea de nord a Canaanului , de cele ale lui Isaac de partea de sud, de cele ale lui Avraam la Hebron între ele.
Concluzia este că textul „J” și textul „D” despre patriarhi au fost compuse ambele în Ierusalim după -700, într-o perioadă în care regatul nordic, Israel , nu mai exista și când Iuda a visat să formuleze o preistorie pioasă a Israelului în care Iuda joacă rolul central.

### Istoricitatea și epistemologia exegetică după iudaism
O axiomă a exegezei midrașice și talmudice a Pentateuhului este „că nu există înainte și după în Tora”. Tora nu este scrisă în ordine cronologică. Aparenta decronologie a anumitor evenimente poate fi ca Hayyim Angel  (în)  „un instrument eficient pentru a dezvălui substanța cărților profetice. ". Rashi din Troyes își bazează exegeza pe baza acestui principiu pentru a explica rupturile din continuumul temporal al anumitor pasaje ale narațiunii Torei, limitându-și explicația la sensul evident pe care îl induc. Epistemologia exegetică constă din patru niveluri de citire , interpretare și înțelegere a textului, sensul literal este doar primul dintre ele. Exegeza evreiască din perioada Mișnei până în prezent ne învață să nu citească Tora pe baza semnificației evidente care poate duce la o neînțelegere a ceea ce învață, ci să se bazeze pe Tora orală , care corespunde învățăturilor transmise de Moise și a ajuns la ea printr-un lanț de transmisie care merge de la el la Marea Adunare consemnată în Tratatul Părinților „Moise a primit Tora de la Sinai și a transmis-o lui Iosua, Iosua l-a transmis bătrânilor, bătrânii profeților , Profeții au transmis-o oamenilor Marii Adunări ”. Relatarea Creației lumii în șase zile din primul capitol al Genezei , de exemplu, atunci când este descifrată în conformitate cu acest cadru și confruntată cu teoriile științifice moderne duce la concluzii cosmogonice practic identice cu cele ale datării epocii lumii. și relativitatea timpului .

### Metodologia și istoria arheologiei în perioada biblică
Din 1900, primii arheologi, precum William F. Albright , care au luat la cunoștință istoricul istoric al Bibliei, au căutat în fiecare descoperire o ilustrare a textului biblic: s-a numit acest mod de a face arheologie biblică . Abia în 1970 metodele științifice ale arheologiei , referitoare la științele sociale, s-au impus treptat. În timp ce niciun arheolog nu neagă faptul că multe legende, personaje și fragmente de povești biblice se îndreaptă spre un drum lung, rămâne faptul că scrierea Bibliei a avut loc în circumstanțele politice, sociale și spirituale ale unui stat complet constituit, cu o alfabetizare răspândită la înălțime al Regatului lui Iuda în epoca târzie a fierului . Finkelstein , de exemplu, a propus să dateze această scriere pe vremea regelui Iosia .
În spiritul arheologiei biblice , William F. Albright în jurul anului 1930, apoi Yigael Yadin în jurul anului 1950 a descoperit pe teren dovezile, irefutabile conform lor, despre relatarea biblică care le-a ghidat cercetarea, în distrugerea brutală a Betelului , Lachisului și Hazorului în deosebit, distrugere pe care au atribuit-o, în euforia generală, cuceririlor lui Iosua .
Cu toate acestea, a apărut o problemă cu excavarea Ierihonului , un sat modest, fără urme de ocupație în secolul  al xiii- lea , nelocuit din secolul  al xiv- lea , fără ziduri și fără urme de distrugere violentă. Săpăturile din Aï , efectuate din 1933 până în 1935 de Judith Marquet-Krause conform metodelor științifice ale școlii franceze, confirmate apoi în jurul anului 1960, au condus la același rezultat: orașul, impunător în epoca bronzului mijlociu, era nelocuit în epoca bronzului târziu. A fost la fel cu Gabaon , Kephira, Béérot, Kiryat-Yéarim , Arad și Heshbôn. În ceea ce privește distrugerea Betelului, Lachisului și Hazorului, indicii au sugerat că distrugătorii lor nu erau neapărat israeliții.
Călăuziți de citirea Bibliei , arheologii arheologiei biblice au atribuit fiecare bucată de ceramică filisteană valoroselor fapte ale lui David . Astfel, Benjamin Mazar , găsind în Tel Qasile un oraș filistin ignorat de Biblie, dar purtând urme de distrugere prin foc, l-a adăugat fără ezitare, dar fără cea mai mică dovadă, la lista orașelor filistene distruse de David . Clădirile mari găsite în Megiddo între 1920 și 1930 au fost atribuite imediat lui Solomon , printre altele grajdurilor, neapărat Solomon, deoarece Biblia vorbea despre grajdurile lui Solomon. Yigael Yadin a dezgropat în Hazor o ușă monumentală cunoscută sub numele de clește triplă, de același tip cu cea găsită în Megiddo cu 20 de ani mai devreme, și a remarcat că desenele săpăturilor din Gézer includeau și același tip de uși. Prin urmare, Yadin a afirmat că un arhitect al lui Solomon din Ierusalim a fost autorul acestui plan, duplicat în orașele provinciale. Căutând la Megiddo la est de poartă, a descoperit sub grajdul lui Solomon un extraordinar palat din piatră, care i-a fost atribuit și lui Solomon , precum și un al doilea palat de același tip descoperit cu puțin timp înainte. Grajdul, neapărat ulterior, nu mai poate fi atribuit lui Solomon, Yadin i-a atribuit lui Ahab , regele lui Israel.